# Bäck en Tomming
Bäck en Tomming (Zweeds: Bäck och Tomming) is een småort in de gemeente Sundsvall in het landschap Medelpad en de provincie Västernorrlands län in Zweden. Het småort heeft 68 inwoners (2005) en een oppervlakte van 25 hectare. Eigenlijk bestaat het småort uit twee plaatsen: Bäck en Tomming. Bäck en Tomming liggen aan de rivier de Indalsälven.

## Verkeer en vervoer
Bij de plaats loopt de Riksväg 86.